# Nefropatia diabética
Nefropatia diabética, também conhecida como síndrome de Kimmelstiel-Wilson e glomerulonefrite intercapilar, é uma doença renal progressiva causada por angiopatia dos capilares nos glomérulos renais e a principal causa da doença renal crônica e doença renal em estágio terminal (ESRD) . Ela é caracterizada por síndrome nefrótica e glomeruloesclerose difusa. Ocorre devido a diabetes mellitus de longo prazo, e é a principal causa de diálise em muitos países ocidentais. "Sua incidência é de 25% a 40% em pacientes afetados com diabetes tipo 1, ao passo que é de 5% a 40% naqueles com diabetes tipo 2".  A nefropatia diabética é categorizada em estágios: microalbuminúria (EUA> 20 μg / min e ≤199 μg / min) e macroalbuminúria (EUA ≥200 μg / min). A perda de albumina ocorre devido os glomérulos danificados , que não filtram partículas maiores do sangue, gerando a perda de albumina para a urina,  e diminuindo sua concentração ideal no sangue , o que provoca,  entre muitos outros efeitos,  maior retenção de líquido e inchaço (edemas). 

## Anatomofisiopatologia
"A causa da morte e as alterações anatomopatológicas de vários órgãos foram analisadas em 3.151 casos de autópsia diabética, coletados de Relatórios Anuais de Casos de Autópsia Patológica (1958-1970) publicados pela Sociedade Japonesa de Patologia. Em 2, 754 diabéticos primários, as causas de morte foram as seguintes: coma diabético 4,5%, doenças cardiovasculares arterioscleróticas 41,2% (renais 19,3%, cerebrais 11,1%, coronárias 6,5%), infecções 19,4% (tuberculose 4,6%, pulmão 5,8% , trato urinário 3,3%, trato biliar 1,0%), neoplasias malignas 15,9% (estômago 3,9%, pulmão 3,7%), diversos 15,2%"  " Nossos achados indicam que os defeitos tubulares proximais são os eventos patológicos iniciais cada vez mais ligados à progressão da nefropatia diabética, e que o controle do dano tubular renal pode ser uma estratégia terapêutica eficaz para o tratamento clínico da nefropatia diabética"

## Sintomatologia
Nas fases 1 e 2 a nefropatia diabética quase não apresenta nenhum dos sintomas a mais que a doença renal crônica apresentava antes; portanto permanecem os sintomas comuns a doença renal crônica como  edema ou inchamento dos tornozelos, dos pés, dos pés mais baixos ou das mãos devido à retenção da água causada pela perda de albumina na filtragem defeituosa renal, e pela hiperglicemia onde a glicose se ligam as moléculas de água, fazendo existir mais líquido extracelular que intracelular.  Urina espumosa devido albumina excretada na urina bem como moléculas maiores que o normal. Ganho de peso, náusea e vômito, perda de apetite, sentimento indisposto e cansado, Itching generalizado, dores de cabeça, soluços, hipertensão. 

## Diagnóstico laboratorial
Na segunda fase o GFR é fica alto e bem mais alterado, na terceira fase a taxa de albumina secretada na urina ultrapassa 200 mg/ml. Na quarta fase " Há uma diminuição em GFR de 1 ml/min cada mês, grandes quantidades de passagem da proteína na urina e a pressão sanguínea é levantada quase sempre" na quinta fase " O GFR é menos de 10 aumentos de ml/min. no nitrogênio da creatinina do soro e de uréia do sangue são acompanhados do edema severo, da hipertensão e do hipoproteinemia"

## Significado Clínico
O aumento de albumina na urina acarreta numa série de efeitos deletérios ao organismo, entre eles a redução lenta da função do órgão, porém, de forma progressiva, até a paralisação total.

## Farmacoterapia Recomendada
Em pacientes com Diabetes mellitus tipo 1, sua progressão pode ser lentificada pelo uso de inibidores da enzima de conversão da angiotensina. Este efeito é presente em pacientes diabéticos  que tenham hipertensão arterial e/ou proteinúria maciça associada (> 300 mg/24h)."Ergosterol (ERG) foi relatado para exibir atividades anti-inflamatórias e antioxidantes. Além disso, descobriu-se que o ERG atenuou a lesão renal em camundongos diabéticos". 

## Tratamentos Complementares e Alternativos
Ingestão de suplementos e fitoterápicos podem auxiliar o tratamento, ácido fólico e melatonina , taurina,  "os ácidos graxos ômega-3 podem ajudar a melhorar a proteinúria entre DM tipo 2 que receberam suplementação com ômega-3 por pelo menos 24 semanas sem efeitos adversos sobre HbA1C, colesterol sérico total e colesterol LDL."  "O salvianolato, um composto composto principalmente de acetato de magnésio de sálvia, é extraído da erva chinesa Salvia miltiorrhiza. Devido à sua atividade biológica, fácil controle de qualidade e certa eficácia, o salvianolato é amplamente utilizado no tratamento da doença vascular cardiocerebral isquêmica, lesão hepática, lesão renal, diabetes e suas complicações. Particularmente, tem potenciais efeitos protetores sobre a nefropatia diabética".